# جوفاني باتيستا مونتيجيا
جوفاني باتيستا مونتيجيا (بالإيطالية: Giovanni Battista Monteggia) ـ (1762 ـ 1815) هو جراح إيطالي، نُسب إليه كسر مونتيجيا.
بدأ مونتيجيا في التدرُّب على الجراحة في السابعة عشرة من عمره في ميلانو، وفي سنة 1789 حصل على شهادة الطب من جامعة بافيا، وفي العام ذاته أصدر كتابه Fasciculi Pathologici. عمل ابتداء من سنة 1790 مساعد جراح، ومشرحًا، وطبيب سجن، ثم عُين سنة 1795 أستاذًا للتشريح والجراحة بجامعة بافيا. أصيب مونتيجيا بمرض الزهري بعد أن جرح نفسه بطريق الخطأ أثناء تشريح جثة.
كان مونتيجيا ثاني من وصف الكسر المسمى باسمه، وهو كسر في الثلث القريب من الزند مع خلع في رأس الكعبرة، كما كان أول من وصف الخلع الجزئي للوتر الشظوي، وذلك حين شخصه في راقصة باليه سنة 1803.